# Ormosia rectangularis
Ormosia rectangularis là một loài ruồi trong họ Limoniidae. Chúng phân bố ở miền Cổ bắc.